# Baumstarkit
Baumstarkit ist ein sehr selten vorkommendes Mineral aus der Mineralklasse der „Sulfide und Sulfosalze“ mit der chemischen Zusammensetzung Ag3(Sb,As)2SbS6 (idealisiert AgSbS2) und damit chemisch gesehen ein Silber-Antimon-Sulfid.
Baumstarkitkristallisiert im triklinen Kristallsystem und entwickelt kleine, isometrische bis prismatische Kristalle bis etwa 3 mm Größe mit einem metallischen Glanz auf den Oberflächen. Frische Proben sind von grauschwarzer Farbe. Durch Verwitterung läuft das Mineral jedoch mit der Zeit eisenschwarz an. Das Mineral ist im Allgemeinen undurchsichtig und an dünnen Kanten durchsichtig. Im Durchlicht erscheint Baumstarkit tiefblutrot und kann auch rote interne Reflexionen aufweisen. Im Auflicht erscheint er dagegen grau bis weiß. Seine Strichfarbe ist jedoch immer gräulichrot bis gräulichschwarz.

## Etymologie und Geschichte
Benannt ist das Mineral nach dem deutschen Mineralogen Manfred J. Baumstark (* 1954), der einige Mineralproben aus der „San Genaro Mine“ bei Castrovirreyna (Region Huancavelica, Peru) zu Studienzwecken zur Verfügung stellte und neue Analysen anregte, da in der San Genaro Mine keine weiteren Bi-haltigen Minerale vorkommen. Bis dahin wurde das bereits Anfang der 1980er Jahre gefundene Material fast 20 Jahre lang unzutreffend als Aramayoit (Ag(Sb,Bi)S2) bezeichnet.
Um das Mineral analysieren und eine wissenschaftliche Beschreibung anfertigen zu können, bildeten Herta Effenberger und Michel Fleck aus Wien, Werner Hermann Paar und Dan Topa aus Salzburg sowie Alan J. Criddle aus London eine Forschergruppe. Die Ergebnisse und der von ihnen zu Ehren des deutschen Mineralogen Baumstark gewählte Name wurden 1999 bei der International Mineralogical Association (IMA) zur Prüfung eingereicht (Register-Nr. IMA 1999-049). Noch im selben Jahr wurde Baumstarkit als eigenständiges Mineral anerkannt. 2002 wurden die Forschungsergebnisse und der anerkannte Name im American Mineralogist publiziert.
Das Typmaterial des Minerals wird im Institut für Geowissenschaften der Universität (IGUS; bzw. Mineralogisches Institut der Universität, MIU) in Salzburg unter den Inventarnummern 14524 und 14525 sowie im Natural History Museum (NHM) in London unter den Inventarnummern BM 2000,32 und BM 2000,33 (alle Holotyp) aufbewahrt.

## Klassifikation
In der veralteten 8. Auflage der Mineralsystematik nach Strunz war der Baumstarkit noch nicht aufgeführt.
In der zuletzt 2018 überarbeiteten Lapis-Systematik nach Stefan Weiß, die formal auf der alten Systematik von Karl Hugo Strunz in der 8. Auflage basiert, erhielt das Mineral die System- und Mineralnummer II/C.16-015. Dies entspricht der Klasse der „Sulfide und Sulfosalze“ und dort der Abteilung „Sulfide mit dem Stoffmengenverhältnis Metall : S,Se,Te ≈ 1 : 1“, wo Baumstarkit zusammen mit Aramayoit, Bohdanowiczit, Cuboargyrit, Matildit, Miargyrit, Schapbachit und Volynskit eine unbenannte Gruppe mit der Systemnummer II/C.16 bildet.
Die von der International Mineralogical Association (IMA) zuletzt 2009 aktualisierte 9. Auflage der Strunz’schen Mineralsystematik ordnet den Baumstarkit dagegen in die neu definierte Abteilung „Sulfosalze mit SnS als Vorbild“ ein. Diese ist weiter unterteilt nach den in der Verbindung vorherrschenden Metallen. Das Mineral ist hier entsprechend seiner Zusammensetzung in der Unterabteilung „Mit Cu, Ag, Fe (ohne Pb)“ zu finden, wo es zusammen mit Aramayoit die „Aramayoitgruppe“ mit der Systemnummer 2.HA.25 bildet.
In der vorwiegend im englischen Sprachraum gebräuchlichen Systematik der Minerale nach Dana hat Baumstarkit die System- und Mineralnummer 03.07.04.02. Das entspricht ebenfalls der Klasse der „Sulfide und Sulfosalze“ und dort der Abteilung „Sulfosalze“. Hier findet er sich innerhalb der Unterabteilung „Sulfosalze mit dem Verhältnis z/y = 2 und der Zusammensetzung (A+)i(A2+)j [ByCz], A = Metalle, B = Halbmetalle, C = Nichtmetalle“ in einer unbenannten Gruppe mit der Systemnummer 03.07.04, in der auch Aramayoit eingeordnet ist.

## Kristallstruktur
Baumstarkit kristallisiert isotyp mit Aramayoit im triklinen Kristallsystem in der Raumgruppe P1 (Raumgruppen-Nr. 2) mit den Gitterparametern a = 7,766 Å; b = 8,322 Å; c = 8,814 Å; α = 100,62°; β = 104,03° und γ = 90,22° sowie 2 Formeleinheiten pro Elementarzelle.

## Modifikationen und Varietäten
Die Verbindung AgSbS2 ist trimorph, kommt also neben dem triklinen Baumstarkit noch als kubisch kristallisierender Cuboargyrit und als monoklin kristallisierender Miargyrit vor.

## Bildung und Fundorte
Baumstarkit bildet sich unter hydrothermalen Bedingungen. Begleitminerale sind neben dem Miargyrit unter anderem noch Quatrandorit (ehemals Andorit), Chalkopyrit, Diaphorit, Galenit, Kësterit, Proustit, Pyrargyrit, Pyrit, Robinsonit, Sphalerit und Stannit.
Außer an seiner Typlokalität „San Genaro Mine“ in Peru konnte das Mineral noch in der „Santiago Alto Mine“ bei Porco und der „Chocaya Mine“ bei Atocha-Quechisla im bolivianischen Departamento Potosí, der Grube Gabe Gottes (inkl. Giftgrube) und der Grube Sankt Jakob bei Sainte-Marie-aux-Mines in Frankreich, der Plaka Mine No. 80 bei Plaka/Lavrio in der griechischen Region Attika, der Passaggia Mine in der italienischen Gemeinde Introbio (Lombardei), in der Umgebung von Săcărâmb in der rumänischen Gemeinde Certeju de Sus (Hunedoara) und in der „Koryu Mine“ in der japanischen Provinz Ishikari entdeckt werden (Stand 2025).